# SimSimi
SimSimi es una popular aplicación conversacional, basada en la inteligencia artificial. Comenzó a desarrollarse en 2002 por la compañía ISMaker, la cual hoy en día tiene el mismo nombre que la aplicación.
La inteligencia artificial es lo que permite al programa aprender y alimentarse día a día de lo que escriben sus usuarios, quienes son los encargados de enseñarle a hablar correctamente. SimSimi, pronunciado como "shim-shími", viene de la palabra coreana shimshim (en hangul, 심심; McCune-Reischauer, simsim), que a su vez proviene de un verbo que significa "estar aburrido". La aplicación de SimSimi está disponible para Android, Windows Phone, Windows 10 Mobile y iOS.

## Controversia
SimSimi ha dado lugar a controversia y protestas en Tailandia , debido a que alguna de sus respuestas contenían insultos y críticas hacia políticos en ejercicio, lo cual llevó a su censura en dicho país.
Cabe también destacar que debido a que el programa "aprende" de lo que escriben los usuarios, mucha gente se ha aprovechado de esto, llevando a SimSimi a dar respuestas conteniendo, por ejemplo, insultos, contenido sexual, o afirmaciones de estar "espiando" al usuario. Esto causó el enfado de mucha gente, especialmente de los padres de niños pequeños que recibían este tipo de respuestas, llevando a mucha gente a creer que, por ejemplo, detrás de la aplicación había una red de pedofilia.